# Чемпионат ГДР по футболу
Оберлига (нем. Oberliga) была высшей лигой Немецкого футбольного союза ГДР.
Уже в 1948 и 1949 годах проводились Чемпионаты Восточной зоны. Чемпионаты в Оберлиге проводились с 1950 по 1991 годы. Последний чемпионат ГДР завершился уже после объединения Германии, тем не менее УЕФА допустил в еврокубки команды по его итогам. Две лучшие команды Оберлиги — «Ганза Росток» и «Динамо Дрезден» квалифицировались в первый дивизион Бундеслиги, еще 6 клубов отобрались во вторую Бундеслигу, остальные — в региональные лиги. Восточные клубы быстро и надолго стали аутсайдерами бундеслиги: с сезона 2009/10 по сезон 2015/16 в высшем дивизионе Германии не было ни одной команды с бывшей территории ГДР. Только в 2016 году в Первую Бундеслигу вышел клуб с территории бывшей ГДР — «РБ Лейпциг», который, однако, был основан уже после объединения Германии. Лишь в 2019 году в Бундеслигу вышел клуб бывшего ГДР — «Унион Берлин».
Игры 42 сезонов посещали в среднем 10 800 зрителей, что означает использование зрительных мест стадионов около 55 процентов. К важным играм приходило 35 000 до 40 000 зрителей.
За 42 сезона было выявлено 11 разных чемпионов. Самая успешная команда в Оберлиге — «Карл Цейсс» (Йена), рекордный чемпион — «Динамо» (Берлин).

## Чемпионы
| Сезон   | Чемпион                     |
| 1949/50 | «Хорьх» (Цвиккау)           |
| 1950/51 | «Хеми Лейпциг»              |
| 1951/52 | «Турбине» (Галле)           |
| 1952/53 | «Динамо Дрезден»            |
| 1953/54 | «Турбине Эрфурт»            |
| 1954/55 | «Турбине Эрфурт»            |
| 1956    | «Висмут» (Карл-Маркс-Штадт) |
| 1957    | «Висмут» (Карл-Маркс-Штадт) |
| 1958    | «Форвертс Берлин»           |
| 1959    | «Висмут» (Карл-Маркс-Штадт) |
| 1960    | «Форвертс Берлин»           |
| 1961/62 | «Форвертс Берлин»           |
| 1962/63 | «Мотор» (Йена)              |
| 1963/64 | «Хеми Лейпциг»              |
| 1964/65 | «Форвертс Берлин»           |
| 1965/66 | «Форвертс Берлин»           |
| 1966/67 | «Карл-Маркс-Штадт»          |
| 1967/68 | «Карл Цейсс» (Йена)         |
| 1968/69 | «Форвертс Берлин»           |
| 1969/70 | «Карл Цейсс» (Йена)         |
| 1970/71 | «Динамо Дрезден»            |
| 1971/72 | «Магдебург»                 |
| 1972/73 | «Динамо Дрезден»            |
| 1973/74 | «Магдебург»                 |
| 1974/75 | «Магдебург»                 |
| 1975/76 | «Динамо Дрезден»            |
| 1976/77 | «Динамо Дрезден»            |
| 1977/78 | «Динамо Дрезден»            |
| 1978/79 | БФК «Динамо»                |
| 1979/80 | БФК «Динамо»                |
| 1980/81 | БФК «Динамо»                |
| 1981/82 | БФК «Динамо»                |
| 1982/83 | БФК «Динамо»                |
| 1983/84 | БФК «Динамо»                |
| 1984/85 | БФК «Динамо»                |
| 1985/86 | БФК «Динамо»                |
| 1986/87 | БФК «Динамо»                |
| 1987/88 | БФК «Динамо»                |
| 1988/89 | «Динамо Дрезден»            |
| 1989/90 | «Динамо Дрезден»            |
| 1990/91 | «Ганза Росток»              |

## Достижения клубов
| Клуб                   | Чемпион                                                         | Вице-чемпион                                             |
| ---------------------- | --------------------------------------------------------------- | -------------------------------------------------------- |
| «Динамо (Берлин)»      | 10 (1979, 1980, 1981, 1982, 1983, 1984, 1985, 1986, 1987, 1988) | 3 (1972, 1976, 1989)                                     |
| «Динамо (Дрезден)»     | 8 (1953, 1971, 1973, 1976, 1977, 1978, 1989, 1990)              | 8 (1952, 1979, 1980, 1982, 1984, 1985, 1987, 1991)       |
| «Франкфурт»            | 6 (1958, 1960, 1962, 1965, 1966, 1969)                          | 4 (1957, 1959, 1970, 1983)                               |
| «Карл Цейсс»           | 3 (1963, 1968, 1970)                                            | 9 (1958, 1965, 1966, 1969, 1971, 1973, 1974, 1975, 1981) |
| «Эрцгебирге»           | 3 (1956, 1957, 1959)                                            | 1 (1955)                                                 |
| «Магдебург»            | 3 (1972, 1974, 1975)                                            | —                                                        |
| «Рот-Вайсс (Эрфурт)»   | 2 (1954, 1955)                                                  | 1 (1951)                                                 |
| «Галлешер»             | 1 (1952)                                                        | —                                                        |
| «Хеми»                 | 2 (1951, 1964)                                                  | —                                                        |
| «Ганза (Росток)»       | 1 (1991)                                                        | 4 (1962, 1963, 1964, 1968)                               |
| «Кемницер»             | 1 (1967)                                                        | 1 (1960)                                                 |
| «Заксенринг»           | 1 (1950)                                                        | —                                                        |
| «Локомотив (Лейпциг)»  | —                                                               | 3 (1967, 1986, 1988)                                     |
| «Дрезден-Фридрихштадт» | —                                                               | 1 (1950)                                                 |

## Тренеры чемпионы
- Юрген Богс[англ.] — 10 раз (1979-88)
- Вальтер Фрицш[англ.] — 5 (1971, 1973, 1976-78)
- Георг Бушнер — 3 (1963, 1968, 1970)
- Хайнц Крюгель[англ.] — 3 (1972, 1974-75)
- Фриц Гёдике[англ.] — 3 (1955 (неоф.), 1956-57)